# Mireille Mathieu

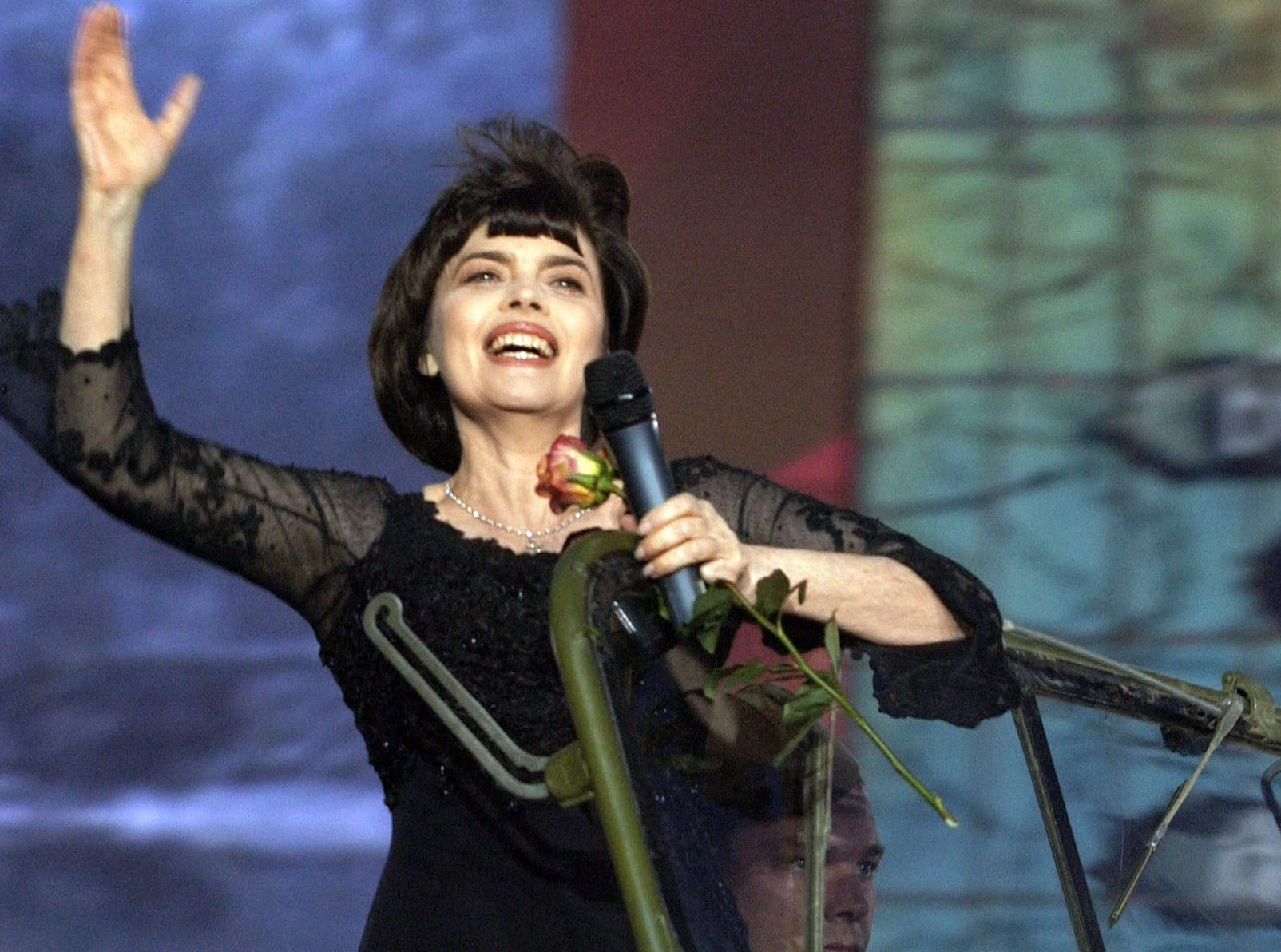
Mireille Mathieu v Moskvě, 2005

Mireille Mathieu ( [miʁɛj matjø]IPA * 22. července 1946) je francouzská zpěvačka známá především svými šansony. Natočila přes 1200 skladeb v jedenácti jazycích a celosvětově se prodalo více než 150 milionů alb.

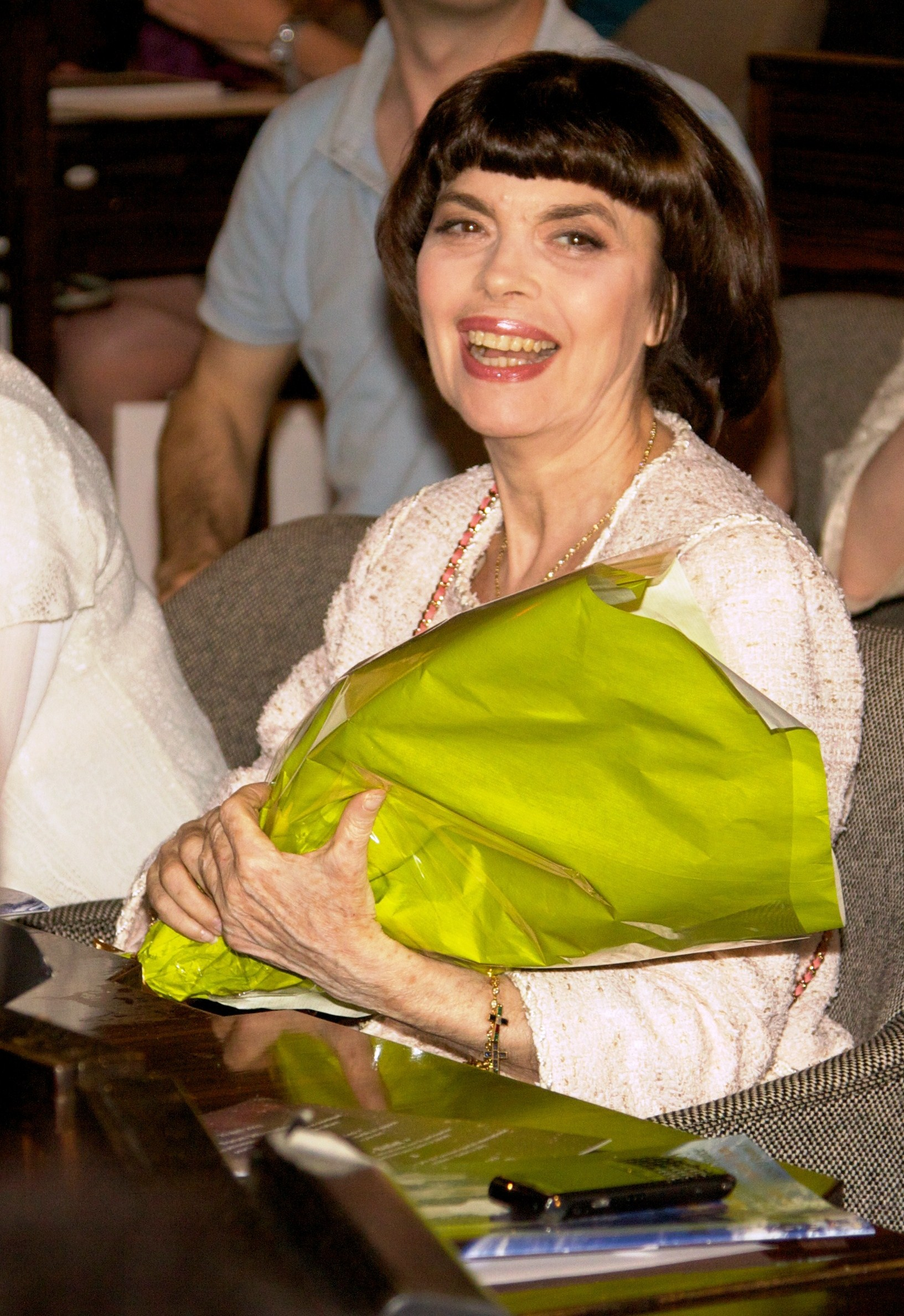
Francouzská šansoniérka Mireille Mathieu, 2011

## Mládí
Narodila se v Avignonu ve Francii jako nejstarší ze čtrnácti dětí v chudé rodině kameníka. Poprvé zpívala již ve čtyřech letech v kostele. Prvního hudebního vzdělání se jí dostalo v 15 letech u profesorky zpěvu Laury Collierové.

## Kariéra
Přestěhovala se do Paříže a začala spolupracovat s manažerem Johny Starkem. Dne 21. listopadu 1965 se poprvé objevila na televizní obrazovce s budoucím hitem Mon Credo. Zpívala společně s orchestrem Paula Mauriata. Texty jí psal André Pascal. Zároveň dále studovala zpěv, hudbu, tanec, francouzštinu a angličtinu. Dostavila se popularita. Bývá často přirovnávána ke svému idolu Édith Piaf.
V roce 1966 vydala své debutové album En Direct de L'Olympia. Kromě Francie a Evropy se stala populární i ve Spojených státech a v Kanadě. Při svém turné v Severní Americe vystupovala ve známých show a zpívala společně s Frankem Sinatrou a Deanem Martinem.
Její písně Acropolis adieu či Santa Maria de la Mér se staly klasikou. Jí zpívaná francouzská verze balady Roye Orbisona Blue Bayou je pokládána za jednu z nejlepších. Později se jejím dvorním textařem stal Eddy Marnay, který psal texty i pro Édith Piaf.
Během své kariéry nazpívala asi 1200 písní v devíti jazycích. Do roku 2005 vydala 38 alb ve francouzštině. Jejími pěveckými partnery byli Charles Aznavour, Paul Anka, Tom Jones či Julio Iglésias. Zpívala se Sborem Rudé armády. Stala se první západní zpěvačkou, která vystupovala v Číně, velmi oblíbená je v Rusku a v Německu. Několikrát koncertovala i v Československu (Bratislavská lyra).

## Vydaná alba
| Rok  | Album                                                             | Země      | Poznámka                                               |
| ---- | ----------------------------------------------------------------- | --------- | ------------------------------------------------------ |
| 1966 | En Direct de L'Olympia                                            | Francie   |                                                        |
| 1966 | The Fabulous New French Singing Star                              | USA       |                                                        |
| 1967 | Made in France                                                    | Francie   |                                                        |
| 1968 | Le merveilleux petit monde de Mireille Mathieu chante Noël        | Francie   | Vánoční album                                          |
| 1969 | La première etoile                                                | Francie   |                                                        |
| 1969 | Mayerling                                                         | Mexiko    |                                                        |
| 1969 | Olympia                                                           | Francie   |                                                        |
| 1969 | Mireille... Mireille                                              | Německo   | První album v němčině                                  |
| 1970 | Mireille... Mireille                                              | Francie   |                                                        |
| 1970 | Merci Mireille                                                    | Německo   |                                                        |
| 1971 | Bonjour Mireille                                                  | Francie   |                                                        |
| 1971 | Mireille Mathieu en concert au Canada                             | Kanada    | Živá nahrávka                                          |
| 1972 | Mireille Mathieu chante Francis Lai                               | Francie   |                                                        |
| 1972 | J'étais si jeune                                                  | Francie   |                                                        |
| 1972 | Meine Träume                                                      | Německo   |                                                        |
| 1973 | Olympia                                                           | Francie   |                                                        |
| 1973 | L'amour et la vie                                                 | Francie   |                                                        |
| 1974 | Und der Wind wird ewig singen                                     | Německo   |                                                        |
| 1974 | Le vent de la nuit                                                | Francie   |                                                        |
| 1974 | Mirelle Mathieu chante Ennio Morricone                            | Francie   |                                                        |
| 1974 | Mireille Mathieu en concert à Byblos                              | Libanon   | Živá nahrávka                                          |
| 1975 | Apprends-moi                                                      | Francie   |                                                        |
| 1975 | Rendezvous mit Mireille                                           | Německo   |                                                        |
| 1975 | Wünsch Dir was – Eine musikalische Weltreise mit Mireille Mathieu | Německo   |                                                        |
| 1976 | Et tu seras poète                                                 | Francie   |                                                        |
| 1976 | Herzlichst Mireille                                               | Německo   |                                                        |
| 1976 | Und wieder wird es Weihnachtszeit                                 | Německo   | Vánoční album                                          |
| 1977 | Sentimentalement vôtre                                            | Francie   |                                                        |
| 1977 | Die schönsten deutschen Volkslieder                               | Německo   |                                                        |
| 1977 | Der Rhein und Das Lied von der Elbe                               | Německo   |                                                        |
| 1977 | Das neue Schlager-Album                                           | Německo   |                                                        |
| 1977 | Es ist Zeit für Musik                                             | Německo   | ZDF- Nahrávka show                                     |
| 1978 | Fidelement vôtre                                                  | Francie   |                                                        |
| 1978 | J'ai peur d'aimer un souvenir                                     | Japonsko  |                                                        |
| 1978 | Alle Kinder dieser Erde                                           | Německo   |                                                        |
| 1979 | Mireille Mathieu Chante Paul Anka: Toi et Moi                     | Francie   |                                                        |
| 1979 | Mireille Mathieu Sings Paul Anka                                  | Svět      |                                                        |
| 1979 | Romantiquement vôtre                                              | Francie   |                                                        |
| 1979 | So ein schöner Abend                                              | Německo   |                                                        |
| 1980 | Un peu... beaucoup... passionnément                               | Francie   |                                                        |
| 1980 | Gefuhle                                                           | Německo   |                                                        |
| 1980 | 30 Favoritas de Mireille                                          | Mexiko    | Trojalbum s Madrecita del Niños dios                   |
| 1981 | Bravo tu as gagné                                                 | Japonsko  |                                                        |
| 1981 | Je vous aime…                                                     | Francie   |                                                        |
| 1981 | Die Liebe einer Frau                                              | Německo   |                                                        |
| 1982 | Trois milliards de gens sur terre                                 | Francie   |                                                        |
| 1982 | Ein neuer Morgen                                                  | Německo   |                                                        |
| 1982 | Bonsoir Mathieu                                                   | Německo   | ZDF-Nahrávka show                                      |
| 1983 | Je veux l'aimer                                                   | Francie   |                                                        |
| 1983 | Nur für dich                                                      | Německo   |                                                        |
| 1984 | Chanter                                                           | Francie   |                                                        |
| 1984 | Los cuentos de cri cri                                            | Mexiko    |                                                        |
| 1984 | The tales of cri cri                                              | USA       |                                                        |
| 1985 | La demoiselle d'Orléans                                           | Francie   |                                                        |
| 1985 | Les grandes chansons françaises                                   | Francie   |                                                        |
| 1985 | Welterfolge aus Paris                                             | Německo   | Německojazyčná verze ‘Les grandes chansons françaises’ |
| 1986 | In Liebe Mireille                                                 | Německo   |                                                        |
| 1986 | Après toi                                                         | Francie   |                                                        |
| 1987 | Rencontres de femmes                                              | Francie   |                                                        |
| 1987 | Tour de L'Europe                                                  | Německo   |                                                        |
| 1988 | Mireille Mathieu à Moscou                                         | SSSR      | Živá nahrávka                                          |
| 1989 | L'American                                                        | Francie   |                                                        |
| 1989 | Embrujo [Himno al amor, 1990]                                     | Španělsko | Album ve španělštině                                   |
| 1990 | Ce soir je t'ai perdu                                             | Francie   |                                                        |
| 1991 | Una mujer                                                         | Španělsko | Album ve španělštině                                   |
| 1991 | Mireille Mathieu - Que Pour Toi                                   | Francie   |                                                        |
| 1993 | Mireille Mathieu chante Piaf                                      | Francie   |                                                        |
| 1993 | Unter dem Himmel von Paris                                        | Německo   | Německá verze ‘Mireille Mathieu chante Piaf’           |
| 1995 | Vous lui direz                                                    | Francie   |                                                        |
| 1996 | In meinem Traum                                                   | Německo   |                                                        |
| 1999 | Alles nur ein Spiel                                               | Německo   |                                                        |
| 2002 | De tes mains                                                      | Francie   |                                                        |
| 2005 | Une place dans mon coeur                                          | Francie   |                                                        |
| 2007 | In Meinem Herzen                                                  | Německo   | 12-10-2007                                             |